# Mosigkau
Mosigkau is een plaats in de Duitse gemeente Dessau-Roßlau, deelstaat Saksen-Anhalt, en telt 2.212 inwoners (2006).

## Geboren
- Maritta Politz (1950), atlete